# Al-Qádir
Yahya ibn Ismaíl ibn Yahya al-Qádir bi-L-lah o al-Cádir (fallecido el 28 de octubre de 1092), de la dinastía Banu Di-l-Nun, fue rey de la taifa de Toledo entre 1075 y 1085 y de Valencia desde 1086 hasta su muerte.

## Biografía
Sucedió en el trono a su abuelo al-Mamún cuando este murió asesinado en 1075. En 1079 las revueltas en la taifa toledana y el acoso que sufría por parte del rey de la taifa de Badajoz, al-Mutawákkil que tomó la ciudad, le hicieron huir y solicitar la ayuda del rey leonés Alfonso VI quien acudió en su auxilio y aprovechó para hacerse con la ciudad el 25 de mayo del 1085 (sitio de Toledo), mientras que a al-Qádir se había reservado el trono de la taifa de Valencia, aunque tuvo que enfrentarse a las ambiciones del rey de la taifa de Zaragoza al-Mutamán, por lo que Alfonso VI envió tropas al mando de Álvar Fáñez para protegerle. Sin embargo este apoyo duraría poco, pues en 1086 Alfonso VI requeriría a su vasallo para enfrentarse a los almorávides en la batalla de Sagrajas y otras misiones contra el nuevo poder norteafricano, por lo que la zona levantina pasó a conformarse como un conglomerado de alcaides sin que hubiera un poder fuerte que pudiera imponerse en la zona, circunstancia que aprovecharía Rodrigo Díaz de Vivar, el Cid Campeador, para hacerse con el control de la zona.
A partir de 1090 el Cid se hizo con el protectorado de todo Levante incluida Valencia actuando por cuenta propia. Al-Qádir pagaba impuestos al noble castellano, quien usurpaba así los pagos que antes pertenecieron a Alfonso VI. Fue entonces cuando los almorávides comenzaron a ocupar al-Ándalus en detrimento de los reyes taifas. Ante dicha amenaza y una prolongada ausencia del Cid, que en 1091 emprendió una campaña contra las tierras del conde de Nájera García Ordóñez, invadiendo el reino de Alfonso VI actuando con base en la Taifa de Zaragoza, el Campeador perdió su influencia y muchos valencianos abogaron por entregar la ciudad a los almorávides. En 1092, una revuelta popular instigada por el cadí Ibn Yahhaf con apoyo de la facción proalmorávide depuso a al-Qádir y lo ejecutó el 28 de octubre de aquel año.